# NGC 1375

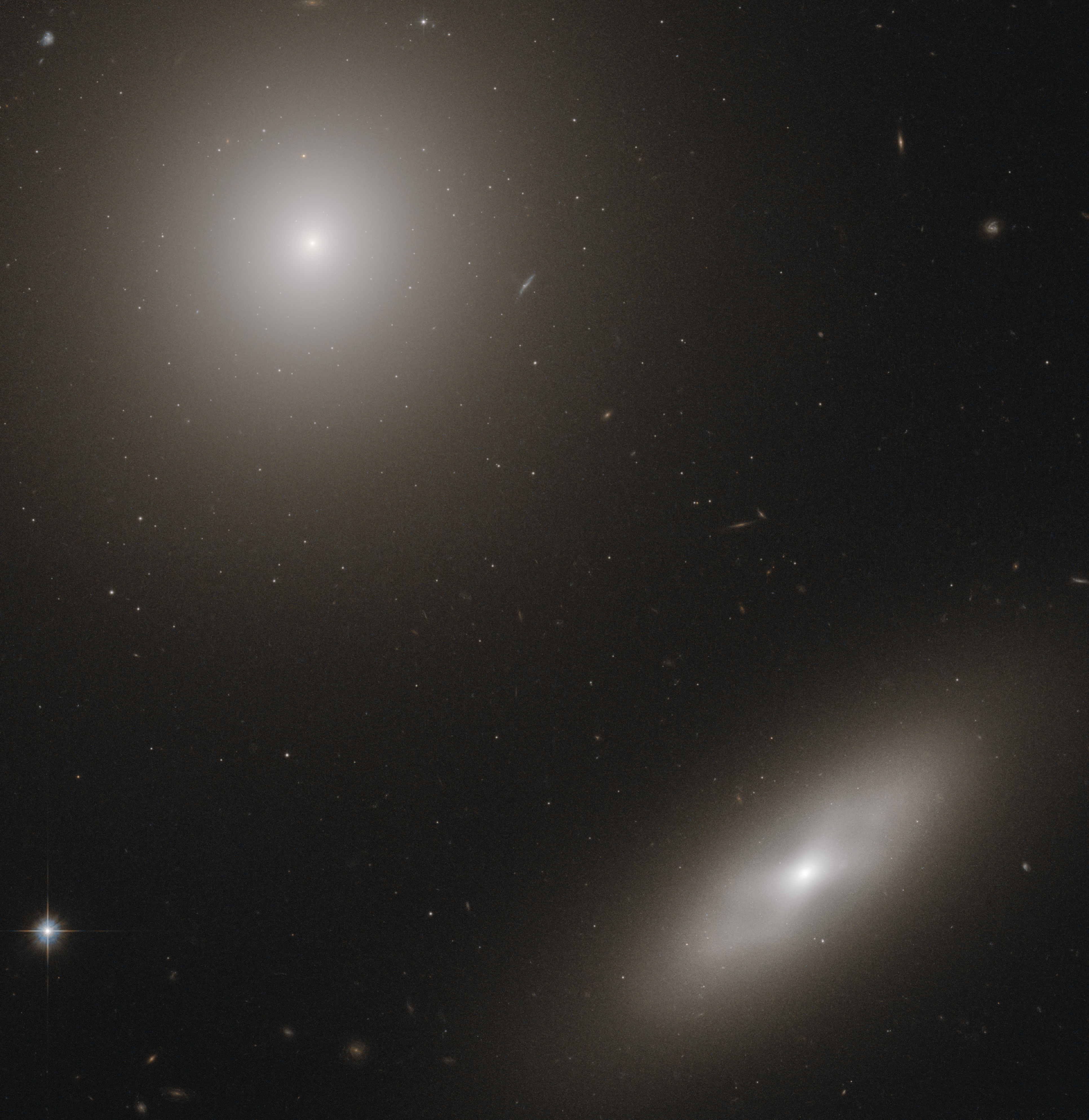
NGC 1375 (en bas à droite) et NGC 1374 par le télescope spatial Hubble.

NGC 1375 est une galaxie lenticulaire relativement rapprochée et située dans la constellation du Fourneau. NGC 1375 a été découverte par l'astronome britannique John Herschel en 1837.

## Caractéristiques
Sa vitesse par rapport au fond diffus cosmologique est de 643 ± 9 km/s, ce qui correspond à une distance de Hubble de 9,48 ± 0,68 Mpc (∼30,9 millions d'al).
À ce jour, une douzaine de mesures non basées sur le décalage vers le rouge (redshift) donnent une distance de 18,083 ± 2,752 Mpc (∼59 millions d'al), ce qui est loin à l'extérieur des valeurs de la distance de Hubble. Notons que c'est avec la valeur moyenne des mesures indépendantes, lorsqu'elles existent, que la base de données NASA/IPAC calcule le diamètre d'une galaxie et qu'en conséquence le diamètre de NGC 1375 pourrait être d'environ 17,9 kpc (∼58 400 al) si on utilisait la distance de Hubble pour le calculer.

## Groupe de NGC 1386 et l'amas du Fourneau
NGC 1375 fait partie du groupe de NGC 1386. Ce groupe fait partie de l'amas du Fourneau et il comprend au moins 7 autres galaxies, soit NGC 1386, NGC 1389, NGC 1396, NGC 1326B, ESO 358-59, ESO 358-60 et PGC 13449. La désignation FCC 148 indique que NGC 1375 est un membre de l'amas du Fourneau dans le catalogue de Henry Ferguson,.